# مارکو گبهارت
مارکو گبهارت (انگلیسی: Marco Gebhardt؛ زادهٔ ۷ اکتبر ۱۹۷۲) بازیکن فوتبال اهل آلمان است.
از باشگاه‌هایی که در آن بازی کرده‌است می‌توان به باشگاه فوتبال لوک اشتندل، باشگاه فوتبال هالشر، باشگاه فوتبال یونیون برلین، باشگاه فوتبال مونیخ ۱۸۶۰، باشگاه فوتبال انرژی کوتبوس، باشگاه فوتبال آینتراخت فرانکفورت، و باشگاه فوتبال زاربروکن اشاره کرد.
وی همچنین در تیم ملی فوتبال Germany B بازی کرده‌است.